# سیارک ۱۸۴۶۲
سیارک ۱۸۴۶۲ (به انگلیسی: 18462 Ricco، نامگذاری:1995QS2) هجده هزار و چهارصد و شصت و دومین سیارک کشف شده‌است که در ۲۶ اوت ۱۹۹۵ کشف شد.
قدر مطلق سیارک برابر ۱۵.۵ است.